# Drinić (Bosanski Petrovac, BiH)
Drinić je naseljeno mjesto u općini Bosanski Petrovac, Federacija Bosne i Hercegovine, BiH.

## Povijest
Drinić se prvi put spominje 19. listopada 1448. kada je pred kaptol u Knin došao plemić Franko, sin Gregorija Kudelića iz Drinića (de Udrinich) na jugu županije Pset, a s njime stigli su plemići Miketa, Andrija, Blaž i Toma, sinovi Stjepana Mišljenovića iz Kolunića. Pred kaptolom i Mišljenovićima izjavio je Franko Kudelić, da je zbog novčanih problema odlučio svoje naslijeđene (baštinske) i njemu založene posjede dati u zalog za šezdeset forinti zlata. О svemu tomu izdao je kaptol zasebno pismo.
Oršići su hrvatska plemićka porodica koja se u pisanim izvorima prvi puta spominje 1420. godine, kada su njezini članovi živjeli na području Unca. Godine 1449. u jednom se dokumentu spominju „Vuseec et Wlathko Orsych de Udrinich", te se po tom zna, da su bili naseljeni i u Driniću. S padanjem Bosne u ruke Turaka, sele se između 1464. i 1472. godine na sjeverozapad, u Goričku županiju, na prostoru današnjeg Karlovca u Hrvatskoj. Kasnije je mađarski kralj Matijaš Korvin 1487. Petru Horvatu Oršić i njegovoj braći Jurju, Pavlu i Jakovu izdao povelju, kojom je njima darovao grad Slavetić, pa su se poslije toga Oršići zvali Slavetići.
Nakon pohoda partizana u Bosansku Krajinu i stvaranja oslobođene teritorije poznate kao Bihaćka republika, u rujnu 1942. u selu Driniću je radila tiskara pa je tako obnovljeno izlaženje lista „Borba“.
Nakon potpisivanja Daytonskog mirovnog sporazuma izdvojeno je istoimeno naseljeno mjesto koje je pripalo općini Petrovac koja je ušla u sastav Republike Srpske.

## Stanovništvo

### 1991.
Nacionalni sastav stanovništva 1991. godine, bio je sljedeći:
ukupno: 363
- Srbi - 362
- Muslimani - 1

### 2013.
Nacionalni sastav stanovništva 2013. godine, bio je sljedeći:
ukupno: 3
- Srbi - 3